# Lumby
Lumby est une communauté située dans la province de la Colombie-Britannique, dans la Chaîne Monashee.